# Acinocheirodon melanogramma
Acinocheirodon melanogramma es una especie de peces de la familia Characidae en el orden de los Characiformes, es la única especie del género Acinocheirodon.

## Morfología
Los machos pueden llegar alcanzar los 3,8 cm de longitud total.

## Hábitat
Vive en zonas de clima tropical. 

## Distribución geográfica
Se encuentran en Sudamérica:  cuencas de los ríos São Francisco y Jequitinhonha en Brasil. 